# 六和塔
六和塔，讹名六合塔，位于中华人民共和国浙江省杭州市西湖区的月轮山南坡，是一座砖木混筑的楼阁式塔。该塔由吴越国国王钱俶命僧人修建，以镇伏钱塘江江潮。此后六和塔在方腊起义中被毁，南宋时建成现存塔身。塔的外檐在明朝嘉靖年间时被倭寇焚毁，现存外檐主体为清朝所修。该塔平面呈八角形，现存塔身七层，塔身外的外檐为明七层暗六层，塔身内建有回廊和塔心室。1961年，六和塔被列为第一批全国重点文物保护单位。

## 历史
六和塔，讹写为六合塔，始建于北宋开宝三年（970年），为吴越国国王钱俶命僧人赞宁和智觉禅师延寿所建。该塔因其旁边原有六和寺而得名:184-185。相传建造该塔的目的原为镇伏钱塘江的江潮，同时珍藏佛舍利:105。初建时高达九层，通高50余丈。塔身外侧装有塔灯，因而可以作为钱塘江夜航船只的航标。宣和三年（1121年），六和塔几乎在方腊起义中被全毁:116。南宋绍兴二十三年（1153年）该塔在原址重建，重建工程由南宋礼部、临安府和转运司共同主持。隆兴元年（1163年）时该塔重建完毕，塔身被改建为七层。此后该塔的外檐在元元统年间（1333-1335年）、明嘉靖三年（1524年）得以重修，这两次重修还重新安装了塔刹:116。嘉靖十二年（1533年），六和塔被倭寇纵火，塔外的木质结构几乎全毁。清雍正十三年（1735年）和光绪二十六年（1900年）塔的外檐得以重建，是为现存的外延结构:185。但塔身仍为宋代时造:144。

## 结构
六和塔位于杭州市西湖区钱塘江畔的月轮山南坡上，是一座砖木混筑的楼阁式塔。该塔平面呈八角形，通高59.89米，占地约890平方米。塔的底部为八角形塔基，外表用条石砌筑，每边边长13米。其上方有多个圆孔，其内原本应该插有望柱。塔基上方为塔身，共分七层，逐层向上收分，每层高度也逐层收缩。塔身为砖砌，可分为外墙、回廊、内墙和塔室四个部分，每个部分的平面均为八角形。外墙直接与十三层外檐相连，每个转角处设有角柱，每两个角柱之间设有两根槏柱，相邻的两根槏柱之间开有拱门，拱门内为甬道，甬道顶部呈拱券状且高出门洞，左右两侧则设有壁龛，壁龛底部为须弥座，但壁龛内没有佛像。须弥座上均有砖雕，全塔共计174组，题材主要包括花卉、飞禽、走兽、飞仙、乐伎、回纹、云纹、如意等。甬道内端为回廊，其内建有螺旋上升的塔梯，可以从第一层攀登至第七层。回廊内侧的各个转角处均建有角柱，角柱之间有阑额和由额；外侧则与外壁的做法相似，转角处的角柱之间建有槏柱。每层均有方形塔室，天花藻井为两层叠涩牙子砖砌出，周围由斗拱承托。第六层和第七层的塔室正中央立有一根中心柱，柱础在第六层。每层塔室外侧均挂有一块匾额，第一层为“初地坚固”、第二层为“二谛俱融”、第三层为“三明净域”、第四层为“四天宝纲”、第五层为“五云扶盖”、第六层为“六鳌负戴”(《列子·汤问》天帝使巨鳌十五，举首负戴)、第七层为“七宝庄严”。外檐为木质结构，外观13层，其中只有和塔身相对应的7层可以进入，而这7层之间的6层是无法从塔身进入的暗层。7个明层可供游人凭栏远望。与塔身外墙的柱子相对，外檐每面均开三扇窗。塔檐的每一个外角下均挂有一个风铃。塔身顶部呈八角攒尖式，最上部为高3.55米的生铁塔刹。塔刹底部为圆形刹座，刹座之上依次为两层覆莲、宝珠、葫芦，其内用刹杆串起。刹杆伸出的部分呈“巾”字形，上刻有求福的铭文。:186:144-145:77:109-112

## 保护
1953年，六和塔进行了第一次大修，这次大修解决了塔体屋面漏水的问题，同时更新了塔内的彩绘。1957年，塔顶安装了避雷针:116。1961年，六和塔被公布为全国重点文物保护单位。1970年，文物工作者发现底层的24根木柱有19根即将霉烂断裂，第二年塔内大修，底层的木柱被全部更换为砖柱，同时解决了塔内其他楼层的白蚁问题。1991年，经过5年的勘查和设计之后，施工人员加固了塔基，更换了腐烂的木构件，并调整了塔顶的坡度，并更换了全部屋瓦，并进一步预防了白蚁问题:116-117。1992年修缮完工后，六和塔再次对公众开放。2013年5月2日至2014年4月10日，六和塔再次大修，施工人员更换了霉烂的塔檐望板，重做了塔外檐的62只屋脊，巩固了塔的防雷设施，并新增了塔基沉降和木质结构开裂的监测系统。此外，杭州市文物园林局钱江管理处在每一个外檐的明层均安装了两个消防栓作为灭火设施，月轮山顶还建有配套的消防蓄水池。
- 約1937年，遠處山邊可見六和塔旁的運河景色
- 底层到二层之间的石阶
- 二层的平座

## 相关作品
《水浒传》：相传梁山泊英雄南征方腊时，宋江将兵马驻扎在六和塔外的寺庙内，鲁智深与武松忽听得钱塘江上潮声雷响。鲁智深是北方人，从没听说过钱江潮，以为是战鼓声，便起身准备迎战。后来僧人跟他解释，方知这是潮信。于是他想起以前出家时师父说过“听潮而圆，见信而寂”的偈言，觉得这是宿命，便在六和塔边圆寂坐化。
《书剑恩仇录》：红花会的陈家洛等人囚禁乾隆皇帝于此。陈家洛说服乾隆皇帝反清复明，然后将乾隆皇帝释放。